# Jevdokija Borisovna Jusupovová
Jevdokija Borisovna Jusupovová (rusky Евдокия Борисовна Бирон урождённая Юсупова, 5. května 1743, Moskva – 19. července 1780, Petrohrad) byla jako manželka Petra Birona kuronskou vévodkyní. Pocházela ze starého rusko-nogajského rodu Jusupovů.

## Život
Jevdokija Jusupovová se narodila jako nejstarší dcera ruského šlechtice Borise Grigorjeviče Jusupova a Iriny Michajlovny Zinovjevové.
6. března 1774 se jako třicetiletá v Jelgavě provdala za kuronského vévodu Petra Birona. Sňatek sjednala carevna Kateřina II. Veliká k zajištění dobrých vztahů mezi Ruskem a Kuronskem.
Vévoda Petr byl popisován jako divoký muž, zatímco Jevdokija byla považována za krásku s duchovními vlastnostmi. Jevdokija se stala mezi kuronskou šlechtou oblíbená a splnila svůj úkol posílit mezi kuronskou šlechtou proruské cítění. Zpočátku se jí také dařilo ovládat vévodu Petra.
Vztah mezi manželi se však brzy zhoršil a vévoda svou druhou manželku údajně zneužíval.
Poté, co se 26. září 1776 zúčastnila svatby cara Pavla s Marií Fjodorovnou, odmítla se vrátit do Jelgavy. Dne 27. dubna 1778 došlo mezi manželi k rozvodu.
Jevdokija Jusupovová obdržela v roce 1777 Řád svaté Kateřiny.